# BTSZ–002
A BTSZ–002, más jelzéssel OK–GLI vagy 0.02-es gyártmány a Buran űrrepülőgép  légköri vízszintes repülési tesztjeihez készített, az űrrepülőgéppel megegyező geometriájú és tömegű kísérleti repülőgép. A géppel az űrrepülőgép légkörbe való visszatérését és leszállását tesztelték. Az önálló repüléshez négy darab gázturbinás sugárhajtóművel szerelték fel. Építését 1984-ben fejezték be, 1985–1988 között 24 tesztrepülést hajtottak végre, összesen kb. 8 óra repült idővel. A gép napjainkban kiállítási tárgy a Speyeri Műszaki Múzeumban.